# Доманек (Глоговац)
Доманек (алб. Domanek) је насеље у општини Глоговац, Косово и Метохија, Република Србија.

## Становништво
| Демографија | Демографија | Демографија |
| Година      | Становника  | Становника  |
| ----------- | ----------- | ----------- |
| 1948.       | 168         |             |
| 1953.       | 195         |             |
| 1961.       | 250         |             |
| 1971.       | 391         |             |
| 1981.       | 503         |             |
| 1991.       | 680         |             |